# 娜塔莎·阿帕娜
娜塔莎·阿帕娜（Nathacha Appanah，1973年5月24日—）是一名出生在毛里求斯的作家。娜塔莎一直在毛里求斯擔任記者，直到1998年移居法國定居。同年，她出版了她的第一本小說，並成為知名作家，屢獲國際文學獎項，包括杜利夫雷獎等。